# José María de Olivar y Despujol
José María de Olivar y Despujol (Ciutadella, 28 de setembre de 1918-19 de febrer de 2018) va esser un advocat, promotor cultural i polític menorquí. Va rebre una educació molt arrelada als costums i tradicions menorquins, tant pel que fa a la producció agrícola-ramadera de les terres de la família com per l'estreta relació que ha mantingut sempre amb les Festes de Sant Joan de Ciutadella, les quals presidí com a caixer senyor durant els anys 1936 i 1939. També va organitzar els actes protocol·laris de les festes de quatre biennis de caixers senyors de Sant Joan com a degà president de la Junta de Caixers Senyors de les Festes de Sant Joan de Ciutadella, encarregada del nomenament del caixer senyor de cada bienni.
Llicenciat en dret a la Universitat de Madrid, fou elegit regidor de l'Ajuntament de Ciutadella pel terç professional i diputat de la Diputació Provincial de Balears. Va esser cofundador de la Cooperativa Insular Ganadera (Coinga), entitat de la qual va ocupar la presidència durant més de dues dècades. A més a més, va presidir la Cambra Agrària de Menorca.
Com a batle de Ciutadella (1965-1971), va promoure obres d'equipament, reforma i millora, entre les quals destaquen el nou escorxador municipal i la construcció del Club Nàutic, entre d'altres, una tasca pública que va ser distingida amb la Medalla d'Or de la ciutat. Ha rebut els títols de Caballero de la Real Maestranza de Caballería de Granada i el de Caballero del Real Cuerpo de la Nobleza de Catalunya. El 2005 va rebre el Premi Ramon Llull. Morí al 19 febrer 2018 a Ca n'Olivar, la casa familiar, davant de la catedral de Ciutadella.